# São Vicente, Cabo Verde
São Vicente (tiếng Bồ Đào Nha nghĩa là "Thánh Vincent"), còn gọi là Son Visent hay Son Sent trong creole Cabo Verde, là một đảo trong cụm Barlavento của Cabo Verde, ngoài khơi Tây Phi. Nó nằm ở khoảng giữa Santo Antão và Santa Luzia.

## Địa lý
Hòn đảo có hình dạng hình chữ nhật có diện tích bằng 226,7 kilômét vuông (87,5 dặm vuông Anh). Từ đông sang tây nó dài 24,3 kilômét (15,1 dặm) còn từ bắc đến nam dài 16,3 kilômét (10,1 dặm).:25 Hòn đảo, có nguồn gốc núi lửa, khá bằng phẳng. Hoạt động núi lửa cuối cùng được coi là đã diễn ra trong Pleistocene. Mặc dù rất bị xói mòn, một số miệng hố vẫn còn, ví dụ Viana. Điểm cao nhất của nó là Monte Verde, nằm ở phía đông với độ cao 744 mét (2.441 foot).:23–24 Các ngọn núi khác bao gồm Madeirus (680 m), Caixa (535 m) và Monte Cara (490 m).
92,6% dân số đảo sống ở khu vực đô thị của Mindelo, trên vịnh Porto Grande, một miệng núi lửa bị phá hủy bởi đại dương. Một đảo nhỏ, Ilhéu dos Pássaros, là ít hơn một hải lý ngoài khơi vịnh Porto Grande. Có một vài luồng không liên tục, bao gồm Ribeira do Calhau và Ribeira de Julião.

### Khí hậu
São Vicente có khí hậu khô nóng (phân loại Köppen–Geiger BWh). Nhiệt độ trung bình hàng năm ở Mindelo là 23,6 °C (74 °F). Đảo rất khô với lượng mưa hàng năm chỉ 127 mm (5 in) ở Mindelo. Chỉ khu vực cao hơn của Monte Verde nhận được lượng mưa lớn hơn.
| Dữ liệu khí hậu của Mindelo              | Dữ liệu khí hậu của Mindelo | Dữ liệu khí hậu của Mindelo | Dữ liệu khí hậu của Mindelo | Dữ liệu khí hậu của Mindelo | Dữ liệu khí hậu của Mindelo | Dữ liệu khí hậu của Mindelo | Dữ liệu khí hậu của Mindelo | Dữ liệu khí hậu của Mindelo | Dữ liệu khí hậu của Mindelo | Dữ liệu khí hậu của Mindelo | Dữ liệu khí hậu của Mindelo | Dữ liệu khí hậu của Mindelo | Dữ liệu khí hậu của Mindelo |
| Tháng                                    | 1                           | 2                           | 3                           | 4                           | 5                           | 6                           | 7                           | 8                           | 9                           | 10                          | 11                          | 12                          | Năm                         |
| ---------------------------------------- | --------------------------- | --------------------------- | --------------------------- | --------------------------- | --------------------------- | --------------------------- | --------------------------- | --------------------------- | --------------------------- | --------------------------- | --------------------------- | --------------------------- | --------------------------- |
| Trung bình ngày tối đa °C (°F)           | 23.4 (74.1)                 | 23.3 (73.9)                 | 23.6 (74.5)                 | 24.0 (75.2)                 | 24.6 (76.3)                 | 25.4 (77.7)                 | 26.6 (79.9)                 | 27.8 (82.0)                 | 28.4 (83.1)                 | 27.9 (82.2)                 | 26.6 (79.9)                 | 24.6 (76.3)                 | 25.5 (77.9)                 |
| Trung bình ngày °C (°F)                  | 21.4 (70.5)                 | 21.4 (70.5)                 | 21.6 (70.9)                 | 22.1 (71.8)                 | 22.7 (72.9)                 | 23.6 (74.5)                 | 24.6 (76.3)                 | 25.8 (78.4)                 | 26.4 (79.5)                 | 26.0 (78.8)                 | 24.8 (76.6)                 | 23.0 (73.4)                 | 23.6 (74.5)                 |
| Tối thiểu trung bình ngày °C (°F)        | 19.3 (66.7)                 | 19.4 (66.9)                 | 19.6 (67.3)                 | 20.2 (68.4)                 | 20.8 (69.4)                 | 21.7 (71.1)                 | 22.6 (72.7)                 | 23.7 (74.7)                 | 24.5 (76.1)                 | 24.1 (75.4)                 | 23.1 (73.6)                 | 21.3 (70.3)                 | 21.7 (71.1)                 |
| Lượng Giáng thủy trung bình mm (inches)  | 3 (0.1)                     | 5 (0.2)                     | 1 (0.0)                     | 0 (0)                       | 0 (0)                       | 0 (0)                       | 3 (0.1)                     | 20 (0.8)                    | 39 (1.5)                    | 29 (1.1)                    | 18 (0.7)                    | 9 (0.4)                     | 127 (5.0)                   |
| Số ngày giáng thủy trung bình (≥ 0.1 mm) | 1                           | 1                           | 0                           | 0                           | 0                           | 0                           | 1                           | 4                           | 5                           | 2                           | 2                           | 2                           | 18                          |
| Độ ẩm tương đối trung bình (%)           | 70                          | 70                          | 68                          | 69                          | 72                          | 74                          | 75                          | 76                          | 77                          | 74                          | 72                          | 69                          | 72                          |
| Số giờ nắng trung bình tháng             | 229.4                       | 237.3                       | 275.9                       | 291.0                       | 306.9                       | 276.0                       | 248.0                       | 226.3                       | 225.0                       | 238.7                       | 225.0                       | 201.5                       | 2.981                       |
| Số giờ nắng trung bình ngày              | 7.4                         | 8.4                         | 8.9                         | 9.7                         | 9.9                         | 9.2                         | 8.0                         | 7.3                         | 7.5                         | 7.7                         | 7.5                         | 6.5                         | 8.2                         |
| Nguồn: Deutscher Wetterdienst            |                             |                             |                             |                             |                             |                             |                             |                             |                             |                             |                             |                             |                             |

## Kinh tế

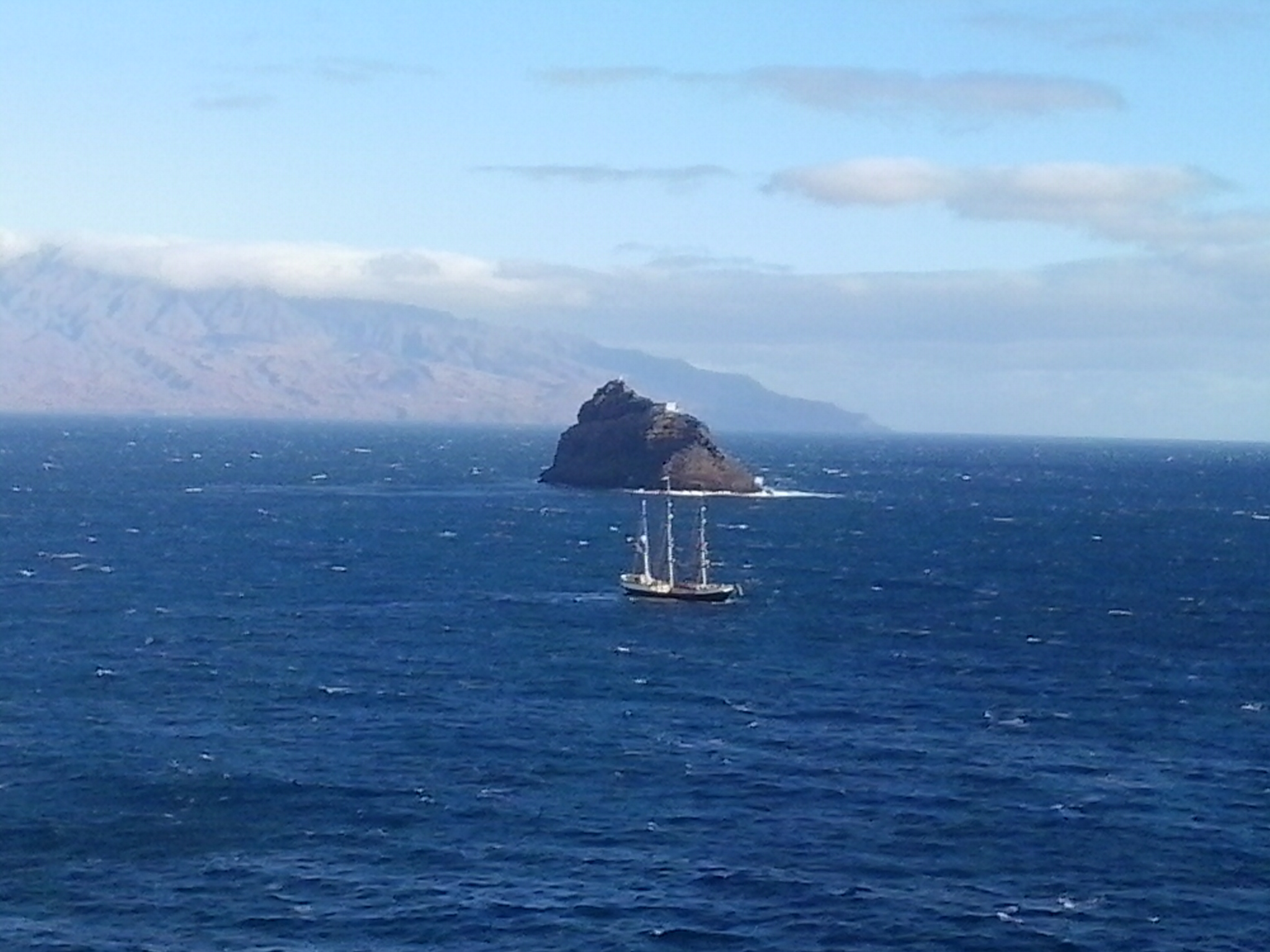
Phong cảnh của Ilhéu dos Pássaros, Cape Verde

Nền kinh tế của hòn đảo luôn dựa chủ yếu vào thương mại và dịch vụ. Do thiếu mưa, nông nghiệp chỉ ở mức đủ dùng. Cũng có hoạt động đánh bắt hải sản nhưng vai trò không lớn trong nền kinh tế do điều kiện ngăn không cho nó quan trọng hơn, không chỉ đối với việc đánh bắt - tôm hùm - mà còn cho các ngành công nghiệp liên quan: sấy khô và muối cá, và xây dựng hải quân.
Porto Grande là cảng chính của Cape Verde, qua đó vượt qua phần lớn hàng nhập khẩu của đất nước. Nó có một thiết bị đầu cuối của container, silo và các đơn vị làm lạnh giúp xử lý tràn tải có thể. Ngoài ra còn có một nhà máy nước biển khử muối hiện đại, cung cấp nước cho tiêu dùng công cộng và cho các nhà máy đóng tàu hải quân.
Trong khu vực công nghiệp, hòn đảo này có rất nhiều nhân lực, mặc dù không có kỹ năng, kết quả từ cuộc di cư của cư dân các đảo khác đến São Vicente. Khoảng 27% dân số có việc làm là không có kỹ năng. Nhân viên có trình độ cao Các giám đốc điều hành của công ty, quản trị viên công cộng, và các nhà quản lý và giám đốc, nhóm chiếm ít hơn 2% nhân viên. Tuy nhiên, điều này được phân biệt bởi sự tham gia lớn hơn của phụ nữ vào các vị trí ra quyết định so với mức trung bình quốc gia.
Theo điều tra dân số năm 2010, đảo São Vicente có tỷ lệ thất nghiệp lớn nhất của đất nước. 14,8% trong khi trung bình quốc gia là 10,7%. Thất nghiệp ảnh hưởng đến phụ nữ nhiều hơn nam giới. Khu công nghiệp của đảo, Khu công nghiệp của Lazareto - tập trung nhiều loại hình sản xuất, chủ yếu là do đầu tư nước ngoài, trong các hoạt động của giày dép, bánh kẹo và chế biến cá.
Trung tâm tay nghề quốc gia của Mindelo hỗ trợ các thợ thủ công địa phương trong việc sản xuất và thương mại hóa các bộ phận gốm, các sản phẩm làm từ vỏ dừa, và dây chuyền vỏ và đá.
Nhiều môn thể thao được người ta tập luyện ở São Vicente, và nhiều môn đã lan sang các đảo còn lại. Hòn đảo phù hợp cho lướt ván; bãi biển São Pedro được coi là một trong những nơi tốt nhất để lướt ván, được thể hiện bởi nhiều nhà vô địch đẳng cấp thế giới của môn thể thao này. Đạp xe, những con đường mòn đi bộ và cưỡi ngựa là những cách để khám phá hòn đảo. São Vicente có một khóa học golf 18 lỗ tuyệt vời. Vì những lý do này, du lịch có tiềm năng phát triển tuyệt vời trên São Vicente và trong phần còn lại của quần đảo Cape Verde. Du lịch giữa các địa phương đa dạng của đảo được cung cấp bởi một hệ thống giao thông công cộng được điều hành bởi năm công ty tư nhân: Transcor.SA, Morabeza Transport, Transport Joy, Friendship, Sotral và Automindelo. Tuy nhiên, đặc biệt đối với những nơi xa nhất từ thành phố Mindelo, cụ thể là Baía das Gatas, Calhau, và São Pedro, cho thuê xe buýt và xe buýt là những hình thức vận chuyển thông thường.